# Plailly
Plailly település Franciaországban, Oise megyében. Lakosainak száma 1791 fő (2022. január 1.). Plailly Mortefontaine, La Chapelle-en-Serval, Thiers-sur-Thève, Saint-Witz, Survilliers, Vémars és Moussy-le-Neuf községekkel határos.

## Népesség
A település népességének változása:
| Lakosok száma | 1645 | 1703 | 1772 | 1787 | 1872 | 1882 | 1852 | 1821 | 1791 |
|               | 2013 | 2015 | 2016 | 2017 | 2018 | 2019 | 2020 | 2021 | 2022 |